# Antero Morroni
Antero Morroni war ein italienischer Filmregisseur.
Morroni inszenierte 1955 den während des Zweiten Weltkrieges spielenden Sbandato!, der nicht allzu erfolgreich in den Kinos lief. Weitere Informationen über sein Leben sind nicht bekannt.